# Tarapur
Tarapur é uma cidade e um município no distrito de Munger, no estado indiano de Bihar.